# Емилио Рекоба
Емилио Рекоба (Монтевидео, 3. новембра 1904 — 12. септембра 1992) био је уругвајски фудбалер. Био је део тима који је освојио први Светски куп 1930. године за Уругвај, али није одиграо ниједну утакмицу на турниру.
Био је играч Насионала. Када је Емилио Рекоба умро 12. септембра 1992. године, био је последњи преживели члан уругвајске екипе која је победила на Светском купу 1930. 2010. године Рекоба је уједно био и најдуговечнији играч, преминуо је 88. години, пре него што су га сустигли француски везиста Селестин Делме, који је преминуо у 89. години 1996. године, и Делмеов земљак, нападач Лисјен Лоран, који је умро у 97. години у фебруару 2005. године као и Перуански голман Хуан Валдивијесо, који је преминуо у 96. години у јануару 2007. (2010. године, Францисцо Вараљо је умро у 100. години живота).